# Olios quadrispilotus
Espèce
Synonymes
- Nisueta quadrispilota Simon, 1880

Olios quadrispilotus est une espèce d'araignées aranéomorphes de la famille des Sparassidae.

## Distribution
Cette espèce est endémique d'Unguja en Tanzanie.

## Description
La carapace de la femelle holotype mesure 5,5 mm de long sur 5,3 mm et l'abdomen 8 mm de long sur 6 mm.

## Systématique et taxinomie
Cette espèce a été décrite sous le protonyme Nisueta quadrispilota par Simon en 1880. Elle est placée dans le genre Olios par Jäger en 2020.

## Publication originale
- Simon, 1880 : « Révision de la famille des Sparassidae (Arachnides). » Actes de la Société Linnéenne de Bordeaux, vol. 34, p. 223-351 (texte intégral).